# Памятник Станиславскому и Немировичу-Данченко
Памятник основателям МХТ им. А. П. Чехова К. С. Станиславскому и Вл. И. Немировичу-Данченко установлен на пересечении Тверской улицы и Камергерского переулка в Тверском районе Москвы.

## История
Памятник был создан московским скульптором и архитектором А. В. Морозовым. А. Морозов работал над памятником в Италии в течение двух лет. Бронзовая скульптурная группа была отлита в итальянском городе Пьетрасанте, а постамент был создан из финского гранита в Вероне. Фигуры основателей Художественного театра изображены в пальто и шарфах начала XX века с портретным сходством.
Высота памятника составляет 5,2 метра, а высота фигур — 2,9 и 2,6 метра. На постаменте установлена памятная доска с надписью на латинском языке:
Homines, leones, aquilae, et perdices, cervi comigeri…
Эта фраза является переводом начала монолога героини пьесы Чехова «Чайка» Нины Заречной: «Люди, львы, орлы и куропатки, рогатые олени…»
Памятник был торжественно открыт 3 сентября Олегом Табаковым и Валентиной Матвиенко перед началом 117-го сезона Московского художественного театра.